# Балта, Хакан
Хака́н Кади́р Балта́ (тур. и нем. Hakan Kadir Balta; 23 марта 1983, Западный Берлин, Германия) — турецкий и немецкий футболист, защитник. Воспитанник берлинской «Герты».

## Биография
Левый защитник, который хорошо играет в пас и наносит дальние удары. Первым профессиональным клубом Хакана стал «Манисаспор», за который с 2002—2007 года он провёл 128 матчей за 4 года и забил 22 мяча. В сентябре 2007 года перешёл в «Галатасарай», и сразу же стал игроком основы. В дебютном сезоне выиграл чемпионство. Дебют состоялся 16 сентября 2007 года в матче против «Коньяспора» (6:0), Хакан вышел на замену.
Игрой за стамбульский клуб заслужил приглашение в сборную на важнейшие поединки квалификации Евро-2008 с норвежцами и боснийцами. Дебютировал 17 ноября 2007 года против сборной Норвегии (2:1), где вышел в стартовом составе и отыграл весь матч. На чемпионате Европы принял участие во всех пяти матчах и помог своей команде пробиться в полуфинал и завоевать бронзовые медали.
Летом 2018 года завершил игровую карьеру.

## Достижения
«Галатасарай»
- Чемпион Турции: 2007/08, 2011/12, 2012/13, 2014/15, 2017/18
- Обладатель Суперкубка Турции: 2008, 2012, 2013, 2015
- Обладатель Кубка Турции: 2013/14

Сборная Турции
- Бронзовый призёр Евро-2008